# Hypofosforsyra
Hypofosforsyra (även kallad fosfinsyra eller underfosforsyrlighet) är en syra med formeln H3PO2.

Hypofosforsyrans oorganiska salter kallas hypofosfiter. När den reagerar med organiska föreningar bildas fosfinater.

## Egenskaper
Hypofosforsyra är ett starkt reducerande ämne och en medelstark syra, pKa = 1,2. Den är lättlöslig i vatten.

## Framställning
Industriellt tillverkad hypofosforsyra framställs genom en process i två steg. Först löses vit fosfor (P4) upp i en stark bas, till exempel natriumhydroxid (NaOH) och bildar motsvarande hypofosfit (natriumhypofosfit – NaH2PO2). Den mycket giftiga gasen fosfin (PH3) bildas också i processen.
{\displaystyle {\rm {P_{4}+3\ NaOH+3\ H_{2}O\rightarrow 3\ NaH_{2}PO_{2}+PH_{3}}}}
Natriumhypofosfatet löses sedan upp i en stark syra, exempelvis saltsyra (HCl) varvid hypofosforsyra och salt bildas.
{\displaystyle {\rm {NaH_{2}PO_{2}+HCl\rightarrow H_{3}PO_{2}+NaCl}}}
Det går också att framställa hypofosforsyra genom att låta jod löst i vatten oxidera fosfin.
{\displaystyle {\rm {PH_{3}+2\ I_{2}+2\ H_{2}O\rightarrow H_{3}PO_{2}+4\ HI}}}

## Användning
Hypofosforsyra används för att fälla ut ren metall såsom koppar, från diverse salter, till exempel kopparklorid.

I denna process oxideras hypofosforsyra till fosforsyrlighet (H3PO3)
{\displaystyle {\rm {CuCl_{2}+H_{3}PO_{2}+H_{2}O\rightarrow Cu+H_{3}PO_{3}+2\ HCl}}}
Metoden används för metall-plätering i de fall där man inte kan eller vill använda sig av elektrolys.

### Illegal användning
Eftersom hypofosforsyra är reducerande så kan det användas för att reducera efedrin (vilket ingår i vissa smärtstillande preparat och diverse hostmediciner) till metamfetamin, vilket är en olaglig centralstimulerande drog. Reaktionen kan vara mycket farlig om den genomförs amatörmässigt eftersom den giftiga gasen fosfin bildas även här.